# Wojciech Koryciński

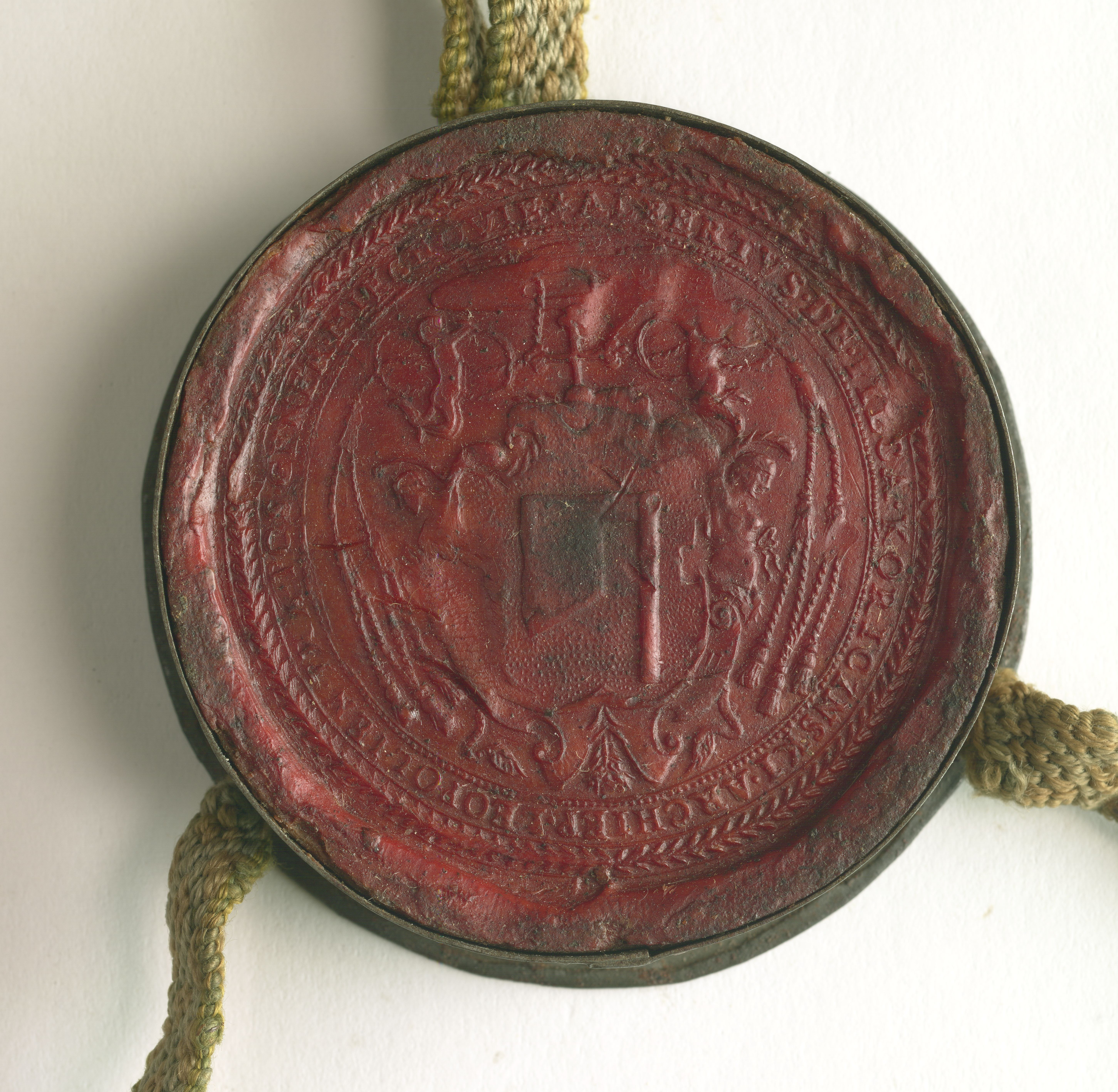
Pieczęć Wojciecha Korycińskiego, arcybiskupa lwowskiego (ze zbiorów AGAD).

Wojciech Jan Koryciński, Albert Koryciński herbu Topór (ur. ok. 1610 w Żarkach, zm. 17 stycznia 1677 roku w Miechowie) – arcybiskup metropolita lwowski w 1670 roku, biskup kamieniecki od 1667 roku, sekretarz wielki koronny, regens kancelarii wielkiej koronnej w 1654 roku, kanonik krakowski w 1637 roku, kanonik łucki, prepozyt komendatoryjny bożogrobców w Miechowie.

## Życiorys
Jego rodzicami byli Jan Koryciński kasztelan oświęcimski i Barbara z Męcińskich. Jego bratankiem był Franciszek Koryciński, kasztelan bracławski. W 1634 studiował w Padwie, gdzie był asesorem polskich studentów. W 1637 dostaje probostwo w rodzinnych Zarkach i Ruszczy oraz zostaje 13 listopada kanonikiem krakowskim. W 1649 za pozwoleniem kapituły przebywał w Rzymie. W 1654 zaczyna pracować w kancelarii koronnej prawdopodobnie za poparciem kanclerza wielkiego koronnego i zarazem kuzyna Stefana Korycińskiego. W 1657 zostaje sekretarzem króla Jana Kazimierza oraz otrzymuje prepozyturę miechowską Bożogrobców, rezygnuje z niej w 1671. 27 listopada 1667 przyjmuje sakrę biskupią i zostaje biskupem kamienieckim. Był elektorem Michała Korybuta Wiśniowieckiego z województwa podolskiego w 1669 roku. Po śmierci biskupa lwowskiego Jana Tarnowskiego dostaje 3 lipca 1670 zgodę papieską na objęcie biskupstwa lwowskiego i z końcem 1670 odbywa ingres i przenosi się do Lwowa. Odbudował pałac biskupi i zabiegał o beatyfikacje Jana z Dukli. W 1672 gdy Lwów był oblegany przez Turków przebywał w Krakowie. Był wykonawcą testamentu zmarłego we Lwowie króla Michała Korybuta Wiśniowieckiego. Biskup zgodnie z wolą wyrażona w testamencie został pochowany 25 lutego 1677 w katedrze na Wawelu.